# 東通ecgシステム
東通ecgシステム（とうつうイーシージーシステム）は、テレビ技術会社の東通（現・TBSアクト）がかつて使用していた光学合成技術である。

## 概要
本システムはアメリカ航空宇宙局で開発された、ビデオ信号をレーザー光源によってフィルム映像に変換するキネコ技術の一種である。本システムが生まれる以前の特撮に使われるビデオ合成技術はマット合成が主流であり、従来は日本国内で合成処理されたビデオ素材をロサンゼルスに空輸してフィルム映像に変換する手間が必要だったが、1985年に東通が専用機器を購入したことにより、以降における国内での映像変換も容易となった。
デジタル合成が主流になったことや、作品本編のビデオ制作が一般化したことから、1997年を最後に使用されなくなった。
長所
- フィルムの重ね焼きによる映像合成の制約が無い。
- 合成イメージを現場で即座に確認できる。

短所
- 水平解像度が525本しかないNTSC規格のビデオ素材からの映像変換ゆえ、画質が35mmフィルムには遠く及ばなかった。
- フィルム作品と組み合わせた場合、ビデオマスター中心作品では背景がフィルム撮影に対し、合成対象がVTR撮影と撮影画質の誤差が露呈するほか、純フィルム中心作品ではキネコ処理の影響で画像粒子が粗くなっているのに加え、背景の動きに残像現象が起きる。

## 使用作品
1970年代末から1990年代前半にかけ、特撮技術としても多用されていた。

### 劇場映画
- 宇宙からのメッセージ（1978年）
- ピーマン80（1979年）
- 宇宙怪獣ガメラ（1980年）
- 魔界転生（1981年）
- 里見八犬伝（1983年）
- あんねの日記（1983年）
- 上海バンスキング（1984年）

### テレビ作品
- 星雲仮面マシンマン（1984年）
- TVオバケてれもんじゃ（1985年）
- 月曜ドラマランド ゲゲゲの鬼太郎（1985年）
- 禁じられたマリコ（1985-1986年）

#### 仮面ライダーシリーズ
- 仮面ライダー (スカイライダー)（1979-1980年）
- 仮面ライダーBLACK（1987-1988年）
- 仮面ライダーBLACK RX（1988-1989年）

#### スーパー戦隊シリーズ
- 超電子バイオマン（1984-1985年）
- 電撃戦隊チェンジマン（1985-1986年）
- 超新星フラッシュマン（1986-1987年）
- 光戦隊マスクマン（1987-1988年）
- 超獣戦隊ライブマン（1988-1989年）
- 高速戦隊ターボレンジャー（1989-1990年）
- 地球戦隊ファイブマン（1990-1991年）
- 鳥人戦隊ジェットマン（1991-1992年）
- 恐竜戦隊ジュウレンジャー（1992-1993年）
- 五星戦隊ダイレンジャー（1993-1994年）
- 忍者戦隊カクレンジャー（1994-1995年）
- 超力戦隊オーレンジャー（1995-1996年）
- 激走戦隊カーレンジャー（1996-1997年）
- 電磁戦隊メガレンジャー（1997-1998年）

#### メタルヒーローシリーズ
- 宇宙刑事ギャバン（1982-1983年）
- 宇宙刑事シャリバン（1983-1984年）
- 宇宙刑事シャイダー（1984-1985年）
- 巨獣特捜ジャスピオン（1985-1986年）
- 時空戦士スピルバン（1986-1987年）
- 超人機メタルダー（1987-1988年）
- 世界忍者戦ジライヤ（1988-1989年）
- 機動刑事ジバン（1989-1990年）
- ブルースワット（1994-1995年）
- 重甲ビーファイター（1995-1996年）
- ビーファイターカブト（1996-1997年）
- ビーロボカブタック（1997-1998年）

#### 東映不思議コメディーシリーズ
- おもいっきり探偵団 覇悪怒組（1987年）
- じゃあまん探偵団 魔隣組（1988年）
- 魔法少女ちゅうかなぱいぱい!（1989年）
- 美少女仮面ポワトリン（1990年）
- うたう!大龍宮城（1992年）
- 有言実行三姉妹シュシュトリアン（1993年）

### レーザーディスクゲーム
既存の作品の映像を流用している。
- アストロンベルト（1983年）
- スターブレイザー（1983年）

### アニメ
- 亜空大作戦スラングル（1983-84年）※初期のオープニング（タイトルロゴ）に使用
- Widget the World Watcher（1990-1992年）（日本未放映）